# Scunthorpe United Football Club
O Scunthorpe United Football Club é um clube de futebol da Inglaterra, com sede na cidade de Scunthorpe, North Lincolnshire. Atualmente disputa a National League North do sexto escalão do futebol inglês.
O clube foi fundado em 1899, tornou-se profissional em 1912 e juntou-se a Liga de Futebol em 1950. Ele alcançou a promoção à Segunda Divisão em 1958, onde permaneceu até 1964. O clube teve mais sucesso recentemente, no entanto: ele foi promovido de Football League Two, em 2005 , e passou três das últimas cinco temporadas no Campeonato de Futebol. The Iron subiram de divisão para Football League One em 2011. Em 2012, terminaram em 21º, retornando a Football League Two, mas em 2014 conseguiram novamente subir para a Football League One, após terminar a temporada na segunda posição. Entretanto o clube atualmente enfrenta dificuldades financeiras e desportivas tendo sofrido 3 despromoções nas últimas 5 épocas.
O clube revelou uma das maiores lendas do futebol inglês, Kevin Keegan que foi considerado o melhor jogador do mundo duas vezes, sendo um dos melhores jogadores de sua geração, ele jogou no clube entre 1968 até 1971 quando foi para o Liverpool.